# П'єр Анрі (плавець)
П'єр Анрі (фр. Pierre Henri, 25 лютого 1983) — французький плавець.
Учасник Олімпійських Ігор 2008 року.